# Fryzowie

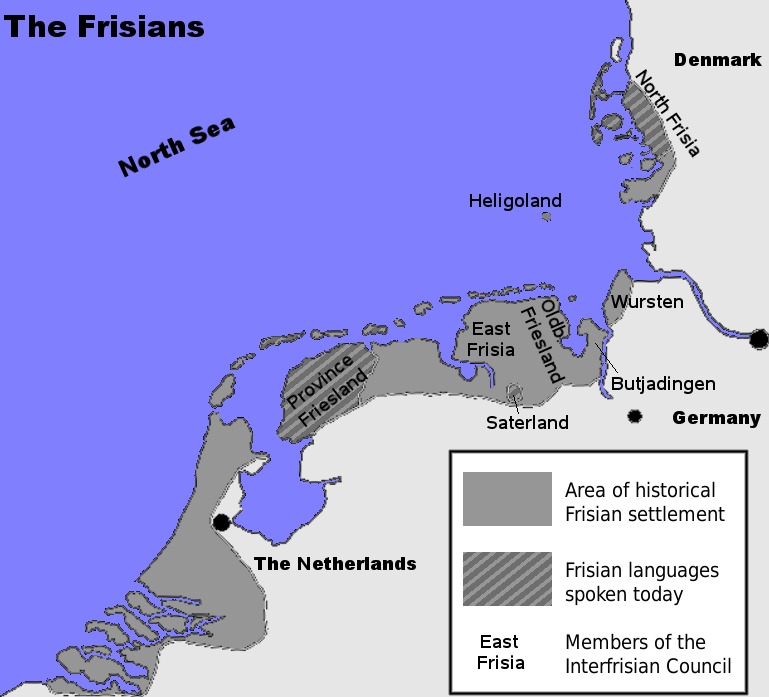
Historyczne obszary zamieszkiwane przez Fryzów

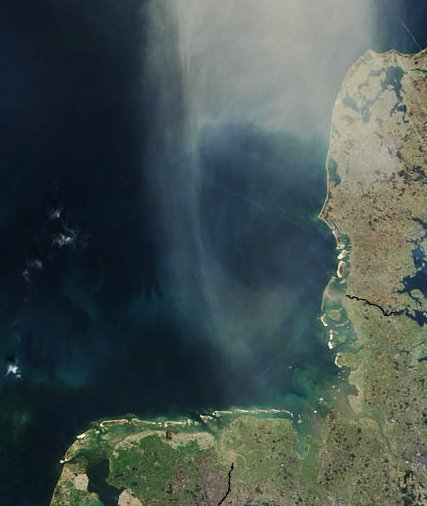
Zdjęcie satelitarne Fryzji

Fryzowie – lud pochodzenia germańskiego zamieszkujący obszary dawnej Fryzji, posługujący się językiem fryzyjskim; obecnie także niderlandzkim, dolnoniemieckim, niemieckim, a także dialektem pośrednim między dolnoniemieckim a fryzyjskim określanym jako groningski w prowincji Groningen, a jako dolnoniemiecki (dolnosaski) Wschodniej Fryzji w Niemczech.
Obecnie Fryzowie to autochtoniczna mniejszość narodowa, zamieszkująca w trzech państwach: w Holandii, w prowincjach Groningen oraz Fryzja i na przylegających do tej prowincji wyspach; w Niemczech, w krajach związkowych Dolnej Saksonii i Szlezwiku-Holsztynie oraz w Danii w prowincji Jutlandia Południowa.
Etnonim Fryzowie (w źródłach rzymskich – Frisii, Frisiavones, Frisiones) może pochodzić ze starogermańskiego „odważny”, „mężny” lub od Frese, Fries – „skraj”, „brzeg” (tj. dokładnie „mieszkańcy wybrzeża”). W średniowieczu znani byli jako wytrawni marynarze i kupcy. Współcześnie zajmują się w dużej mierze produkcją mleka, hodowlą koni, świń, owiec, mieszkańcy wybrzeża i wysp trudnią się też rybołówstwem. Od XVI wieku są ewangelikami reformowanymi.
W latach 20. XIX wieku powstał Fryzyjski Ruch Narodowy. Walczył on o odrodzenie języka ojczystego i kultury narodowej, ale dopiero w 1990 roku język fryzyjski we Fryzji otrzymał status „oficjalnego języka regionalnego”. Od 1937 roku został on wprowadzony do szkół, z których ok. ¼ jest dwujęzyczna. Od 1956 fryzyjski używany jest w sądownictwie, a na początku lat 50. XX wieku utworzono katedrę języka fryzyjskiego na uniwersytecie w Groningen. Teraz używany jest w urzędach, szkołach, uczelniach wyższych, w trakcie rozpraw sądowych, w kościołach, miejscowym radiu i telewizji, a także na posiedzeniu sejmiku prowincjonalnego. Fryzowie w Niemczech również starają się o zachowanie swojej kultury i języka ojczystego, w obliczu nasilającego się procesu ujednolicania z kulturą niemiecką.
Wśród Fryzów działają dwie partie polityczne: Fryzyjska Partia Narodowa i Fryzyjska Partia Narodowa Ljouwert (Leeuwarden), a od 1954 roku działa w Holandii ogólnonarodowa Rada Fryzyjska. Fryzowie w Holandii mają autonomię kulturalną i językową, a tożsamość i kultura fryzyjska przeżywają aktualnie odrodzenie.

## Flaga, godło, stolica

Flaga fryzyjska

Flagę fryzyjską tworzą ukośne niebiesko-białe pasy i czerwone sercowate kształty – liście popularnej lilii wodnej, natomiast godło to dwa żółte lwy na niebieskim tle.
Stolicą holenderskiej Fryzji jest liczące ok. 90 tys. mieszkańców Leeuwarden. Największym portem jest Harlingen, wyróżniające się wspaniałymi domami kupców. Hindeloopen słynie z malowanych mebli, a Makkum z wytwórni kafli. Miasteczko Sneek to jeden z najpopularniejszych w kraju ośrodków sportów wodnych. Wyjątkową atrakcją są tu spacery po „dnie morza”, tzn. mieliznach, które wyłaniają się w czasie odpływu. Przy sprzyjających warunkach można w ten sposób dotrzeć ze stałego lądu, nawet na jedną z wysp.

## Historia Fryzji
Od II wieku p.n.e. zamieszkiwał tu germański lud Fryzów (Frisii), nie ma jednak ciągłości, w tym osadniczej, między tym ludem a Fryzami średniowiecznymi. Około 690 r. zaczął na terenie Fryzji działać misjonarz anglosaski Wilibrord, który zyskał później duże znaczenie dla Fryzów. Rok wcześniej Fryzję podbili Frankowie i król Radbod musiał oddać Pepinowi II znaczną część swego terytorium. W 734 roku Karol Młot rozgromił syna Radboda i tym samym zakończył proces podboju Fryzów. W okresie karolińskim Fryzja zamieszkana była głównie przez chłopów, rybaków i żeglarzy fryzyjskiego pochodzenia, którzy w pewnym stopniu zachowali nawet ustrój i stosunki społeczne. Podstawową jednostką terytorialną była tu gmina zrzeszająca drobnych, wolnych posiadaczy.
Fryzowie odegrali dużą rolę w rozwoju handlu holenderskiego. Poprzez niszczycielskie działanie morza zmuszeni byli do szukania pożywienia gdzie indziej, w związku z czym dość wcześnie zajęli się żeglugą morską i rzeczną. Byli oni pośrednikami handlowymi, handlowali zaś głównie solą, żelazem, cyną i tzw. „płaszczami fryzyjskimi” (palia fresonica), które jednak najprawdopodobniej produkowane były we Flandrii. Jako kupcy byli znani w całej ówczesnej Europie.
W 935 roku w wyniku najazdów normańskich Fryzja została bardzo silnie spustoszona. Od X wieku na pograniczu fryzyjsko-holenderskim miały miejsce nieustanne starcia. Region ten chcieli zagarnąć hrabiowie holenderscy i biskupi Utrechtu. Część Fryzji była wtedy hrabstwem feudalnym, jednak znaczna większość to tereny niepodległe, wywodzące się z dawnej organizacji plemiennej i zaciekle broniące swej niepodległości. W rezultacie pod koniec XIII wieku niemal cała zachodnia Fryzja uznała zwierzchnictwo holenderskie, jednak część wschodnia nadal zaciekle broniła swej niepodległości i utrzymała ją jako niezależne hrabstwo aż do XVIII wieku, kiedy to została zagarnięta przez Prusy.
Już od XII wieku budowano system tam (dijken) i kanałów odwadniających (waterschappen). We Fryzji i Groningen osadnicy we wczesnym średniowieczu wznosili całe wzgórza (tzw. po fryzyjsku „terpen”), na których budowali swe wsie. W początku XV wieku do odwadniania zaczęto wykorzystywać siłę wiatru stawiając wiatraki.
Na przełomie XIV i XV wieku nastąpił silny rozwój miast fryzyjskich takich jak: Leeuwarden, Hindeloopen, Emden i Groningen. Biły one własną monetę, prowadziły handel i pośrednictwo handlowe. Rozwijała się także hodowla, szczególnie bydła i koni, z których bardzo cenione były (i nadal są) słynne bojowe rumaki fryzyjskie.
W XIV wieku Fryzowie nadal walczyli o niepodległość. W tym czasie Fryzja podzielona była na okręgi rządzone przez zgromadzenia. W celu obrony niezależności organizowano co roku od XIV w. w Zielone Świątki specjalne zjazdy. Siły Fryzji osłabiały spory wewnętrzne między dwoma możnymi rodami, wokół których powstały dwa stronnictwa: „schieringer” – burych i „vetkoper” – tłustych. W XV wieku Fryzja była nadal jednym z tylko trzech już niezależnych od Burgundii prowincji. W latach 1523–1536 została ona ujarzmiona przez Karola V i włączona do zjednoczonych Niderlandów.
W połowie XVI wieku wprowadzono profesjonalną opiekę nad tamą Vijfeldendijk, koszty tej opieki pokrywała do 1574 roku okoliczna ludność, potem obowiązek ten zamieniono na podatek, który pozwolił wynająć 300 robotników, którzy pod kierunkiem Hiszpana Caspara de Robles zajęli się umacnianiem i konserwacją wału.
Na początku XVIII wieku działał we Fryzji namiestnik z bocznej linii orańskiej – Jan Wilhelm Friso, który miał zostać spadkobiercą Wilhelma III Orańskiego, lecz w chwili jego śmierci Jan Wilhelm miał zaledwie 14 lat, co uniemożliwiło mu zawładnięcie innymi prowincjami. Następnie w połowie XVIII w. z powodu braku dawnych swobód wybuchło we Fryzji powstanie chłopskie, które musiały tłumić aż 3 pułki kawalerii.
W latach 20. XIX wieku powstał Fryzyjski Ruch Narodowy. Walczył on o odrodzenie języka ojczystego i kultury narodowej, ale dopiero w 1990 r. język fryzyjski we Fryzji otrzymał status „oficjalnego języka regionalnego”. Od 1937 r. został on wprowadzony do szkół, z których ok. ¼ jest dwujęzyczna; od 1956 używany w sądownictwie, a na początku lat 50. XX utworzono katedrę języka fryzyjskiego na uniwersytecie w Groningen. Teraz używany jest w urzędach, szkołach, uczelniach wyższych, rozprawach sądowych, kościołach, w miejscowym radiu i telewizji, a także na posiedzeniu sejmiku prowincjonalnego. Fryzowie w Niemczech również walczą o zachowanie swojej kultury i języka ojczystego, przed nacierającym ujednoliceniem ze strony mocnej kultury niemieckiej.

## Specyficzne wyroby fryzyjskie
Naczynia gliniane – tzw. aardewerk, wyrabiane we Fryzji od ok. 1600 roku, początkowo zdobione w polichromowane wzory na białej glazurze z cyny, potem także w niebieskie rysunki. Najstarsze fabryki (tzw. glejbackerijen) istniały w Harlingen i należały do rodziny Feytama i Tjallingii.
Fryzyjskie zegary – wytwarzane we Fryzji od końca XVII wieku do ok. 1880 roku. Najbardziej znane typy to „stoelklok” – zegary fotelowe/krzesłowe, które są zegarami ściennymi z wahadłem zrobionymi z malowanego dębowego drewna oraz „staartklok” – ogonowe/warkoczowe, które są zegarami stojącymi.
W sztuce ludowej najważniejsze dziedziny to tkactwo i koronkarstwo, a najczęściej stosowane są motywy geometryczne, roślinne (zwłaszcza kwiatowe i drzew) oraz symbole ptaków i wiatraków.

## Specyfika regionu
Typowe fryzyjskie sporty to kaatsen (rodzaj gry w piłkę) albo fierljeppen, czyli skoki w dal (zwykle przez kanały) przy pomocy kija. Jednak najbardziej Fryzja słynie z rozgrywanego tu już od 1909 r. maratonu łyżwiarskiego Elfstedentocht („Wyścigu Jedenastu Miast”) biegnącego zamarzniętymi kanałami. Trasa biegu ma długość 200 km, a punkty kontrolne są zlokalizowane w jedenastu miastach. Do startu w zawodach jest dopuszczanych około 17 tys. osób. Ukończenie biegu przed północą (start o 5.30) jest nagradzane honorowym krzyżem z godłem Fryzji. Pamiątki związane z biegiem można oglądać w Muzeum Biegów Łyżwiarskich w Hindeloopen. Najbardziej makabrycznym eksponatem jest odmrożony palec od nogi jednego z zawodników. Zawody te odbywają się mniej więcej raz na 10 lat, jednak dopiero od drugiej połowy XX wieku mają charakter narodowy.
Jedną z typowych fryzyjskich gier jest także drużynowa gra „kooitjetipelen” rozgrywana na jednej z grobli – gra się położonym na ziemi kamieniem, który odbija się drewnianą deską. W zimie często urządzano tzw. „Harddraven”, czyli jeżdżenie saniami zaprzęgniętymi w konie po lodzie, wszystkiemu zaś towarzyszy dzwonienie dzwoneczków.
Tradycyjny dom mieszkalny – tak zwany dom fryzyjski (gulfhuis): pomieszczenia mieszkalne i gospodarcze pod wspólnym, wysokim, cztero- lub dwuspadowym dachem, pokrytym dachówką, opierającym się na słupach wewnątrz domu, dom ma często plan ośmiokąta. Na fryzyjskim dachu można czasem zobaczyć postawiony wóz. U północnych i wschodnich Fryzów rozpowszechnił się tak zwany saski dom (hallhuis). Wewnętrzny ustrój domu także odznacza się swoistością: łóżka są ukryte w niszach ściennych za drewnianymi drzwiczkami. Potrawy tradycyjne to dania rybne, mleczne i warzywne, szczególnie z ziemniaków.
Typowy ludowy instrument używany jeszcze ok. 1800 r. to tak zwany „bonge op ‘e stok” – mały kawałek drewna, na który naciągnięta była jedna struna, wprawiana w ruch dmuchaniem.

## Strój
Typowym ludowym nakryciem głowy kobiet był czepiec pokryty białą koronką o wywiniętych do góry z każdej strony dolnych częściach. Od XVI do XVIII wieku kobiety nosiły ząbkowane białe czepki wiązane pod brodą, natomiast od XVIII wieku wysokie strojne czepce lub czepki z czarnej krepy. Strój kobiet jest natomiast w czerwono- lub niebiesko-białą kratkę albo w motywy kwiatowe, na wierzch kobiety zakładały długi płaszcz z podobnego materiału. Charakterystyczna jest spora sakiewka zawieszona u boku oraz czerwone lub niebieskie chustki na szyi. Najbardziej reprezentatywny jest strój kobiet mieszkających w Hindeloopen.
Mężczyźni nosili czerwony, średnio wysoki kapelusz z rondem, niebiesko-szare lub czerwone kamizelki ze srebrnymi guzikami i krótką, sięgającą bioder marynarkę. Koszule miały wystające kołnierze, a spodnie były krótkie i szerokie, zakończone na wysokości łydki. Do tego czarne pończochy i buty z klamrami.

## Zwyczaje rodzinne

### Zwyczaje związane z narodzinami
Gdy urodzi się dziecko, rodzice wysyłają zawiadomienia na kartkach przyozdobionych niebieską (dla chłopca) lub różową wstążką. Każdy, kto odwiedza rodziców, dostaje biszkopty anyżowe przyozdobione w kolorach niebiesko-białym lub różowo-białym, a czasem także po prostu z samym cukrem. Toast za nowonarodzone dziecko wznosi się koniakiem z rodzynkami – między zgromadzonymi krąży srebrna miska wypełniona koniakiem i rodzynkami i każdy powinien zjeść łyżkę tego specyfiku. Srebrna miska jest często prezentem ślubnym. Po narodzinach przed domem ustawia się sztucznego bociana lub rozwiesza się na linie dziecięce ubranka. Tradycyjnie najstarszy syn otrzymywał imię po dziadku, zaś najstarsza córka po babci, jednak teraz nie zawsze się to stosuje. Dziadkowie zazwyczaj ofiarowywali swoim imiennikom srebrną, urodzinową łyżeczkę, na której uchwycie wygrawerowany był święty lub imię świętego patrona. Zwyczaj ten praktykowano w rodzinach protestanckich do XIX wieku. Współcześni na łyżeczce urodzinowej widnieje wizerunek konia, młyna lub drewnianej sowy, jaka często znajduje się na szczycie dachu stodoły. Z tyłu wygrawerowane jest imię dziecka i data urodzin. Inną tradycyjną praktyką stosowaną do dziś jest zawieszanie przy kołysce dzwoneczka, który ma chronić dziecko od zła i poprzez dzwonienie odstraszać różne złe duchy.

### Zwyczaje związane ze ślubem
Oświadczając się dziewczynie, chłopak dawał jej kawałek tkaniny, z zawiązanym na niej luźnym węzłem, w którym znajdowała się moneta. Jeśli dziewczyna węzeł zacisnęła mocniej, oznaczało to, iż para jest zaręczona. W czasach późniejszych bogatsi młodzieńcy ofiarowywali swym wybrankom zamiast materiału srebrną skrzynkę wypełnioną monetami (skrzynki takie można zobaczyć we Friesch Museum). Niegdyś ślub cywilny i kościelny nie odbywały się tego samego dnia, tylko dzień ślubu kościelnego był określony – odbywał się on w niedzielę. Teraz oba śluby odbywają się w jednym terminie. Najbardziej popularny miesiąc do wzięcia ślubu we Fryzji to maj. Na wewnętrznej stronie obrączek graweruje się imię współmałżonka i datę ślubu. Jeśli młodzi państwo lub jedno z nich należy do jakiegoś klubu, członkowie tego klubu przychodzą na ślub ze swoimi atrybutami, np. klub tenisowy z rakietami tenisowymi, klub jeździecki przyjeżdża na koniach itd. W regionach rolniczych natomiast istnieje między sąsiadami obyczaj wywieszania w gospodarstwach flag. Jeśli żeni się syn, flagę holenderską wywiesza się przed flagą fryzyjską na grzbiecie dachu, gdy wychodzi za mąż córka, flagi wiesza się odwrotnie. Tradycyjne fryzyjskie wesele można jeszcze zobaczyć w De Jouwer na południowym zachodzie Fryzji holenderskiej. Odbywa się ono zazwyczaj w ostatnią środę lipca.

### Zwyczaje pogrzebowe
Gdy umiera człowiek, opuszczane są wszystkie zasłony i zatrzymywane są zegary w pokoju, w którym nastąpił zgon. W wielu miejscowościach opłaca się także bicie w dzwony na znak czyjejś śmierci oraz w celu odgonienia złych duchów. Jeśli zmarła kobieta, bicie w dzwony jest wysokie, jeśli mężczyzna – tony są niższe. Często stosuje się trumny z okienkiem na wieku, przez które można zobaczyć twarz zmarłego. Tradycyjny fryzyjski pogrzeb rozpoczyna się od jedno- lub dwukrotnego marszu wokół cmentarza, podczas gdy biją dzwony. Kiedyś były one kojarzone z wiarą w demony. Przed chrystianizacją zmarłych chowano, podnosząc wzrok na gwiazdę polarną – czubek drzewa kosmicznego. Grzebano ich w ten sposób, by nogi zwrócone były na wschód, aby o wschodzie zmarły wstał do życia wiecznego twarzą do słońca. W XIX wieku powszechne było zakopywanie trumny w obecności wszystkich żałobników, natomiast współcześnie nie robi się tego, dopóki wszyscy nie opuszczą cmentarza; trumna zostaje nad grobem. Typowe potrawy na stypie to specjalne bułeczki jadane na ciepło, ciasto jajeczne, ciasto migdałowe i kawa. W XIX wieku głównym specjałem były bułeczki z rodzynkami.